# 东屏街道 (南京市)
东屏街道，原名东屏镇，是中华人民共和国江苏省南京市溧水区下辖的一个乡镇级行政单位。

## 行政区划
东屏街道下辖以下地区：
方边社区、夏家边社区、白鹿村、丽山村、定湖村、方边村、徐溪村、金湖村、群力村、景山村、长乐村、和平村、爱民村和爱廉村。